# Budalin
Budalin är en kommun i Myanmar.   Den ligger i regionen Sagaingregionen, i den centrala delen av landet, 300 km norr om huvudstaden Naypyidaw. Antalet invånare är 141 021.